# Санктпетербургска губерния
Санктпетербургска губерния (на руски: Санкт-Петербургская губерния) е губерния на Руската империя и Съветска Русия, съществувала от 1708 до 1927 година. Разположена е в северната част на Европейска Русия, югоизточно от Финския залив, а столица е град Санкт Петербург. Към 1897 година населението ѝ е около 2,1 милиона души, главно руснаци (81,9%), фини (6,2%), естонци (3,0%), немци (3,0%), поляци (2,1%) и латвийци (1,3%).
Това е една от първоначалните осем големи губернии, създадени през 1708 година. През следващите десетилетия от нея са отделени няколко нови губернии и на територията ѝ остава главно историческата област Ингемарландия със столицата Санкт Петербург. През 1927 година е обединена с Мурманска, Новгородска, Псковска и Череповецка губерния в Ленинградска област.